# NGC 7360
NGC 7360 ist eine linsenförmige Galaxie vom Hubble-Typ S0-a? im Sternbild Pegasus am Nordsternhimmel. Sie ist schätzungsweise 216 Millionen Lichtjahre von der Milchstraße entfernt und hat einen Durchmesser von etwa 45.000 Lichtjahren.
Im selben Himmelsareal befinden sich u. a. die Galaxien NGC 7367 und NGC 7376.
Das Objekt wurde am 29. August 1864 von Albert Marth entdeckt.